# Ball grid array

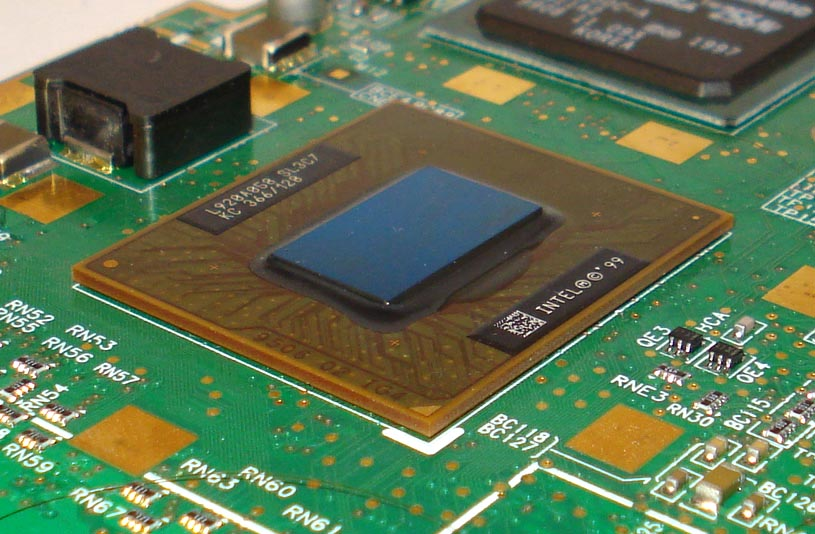
Il processore Intel Celeron Mobile montato su un package BGA (FCBGA-479) con tecnologia flip-chip. Il die (colore blu) è montato direttamente su una PCB interposer (color amaranto), saldata alla scheda madre (colore verde) tramite tecnologia BGA.

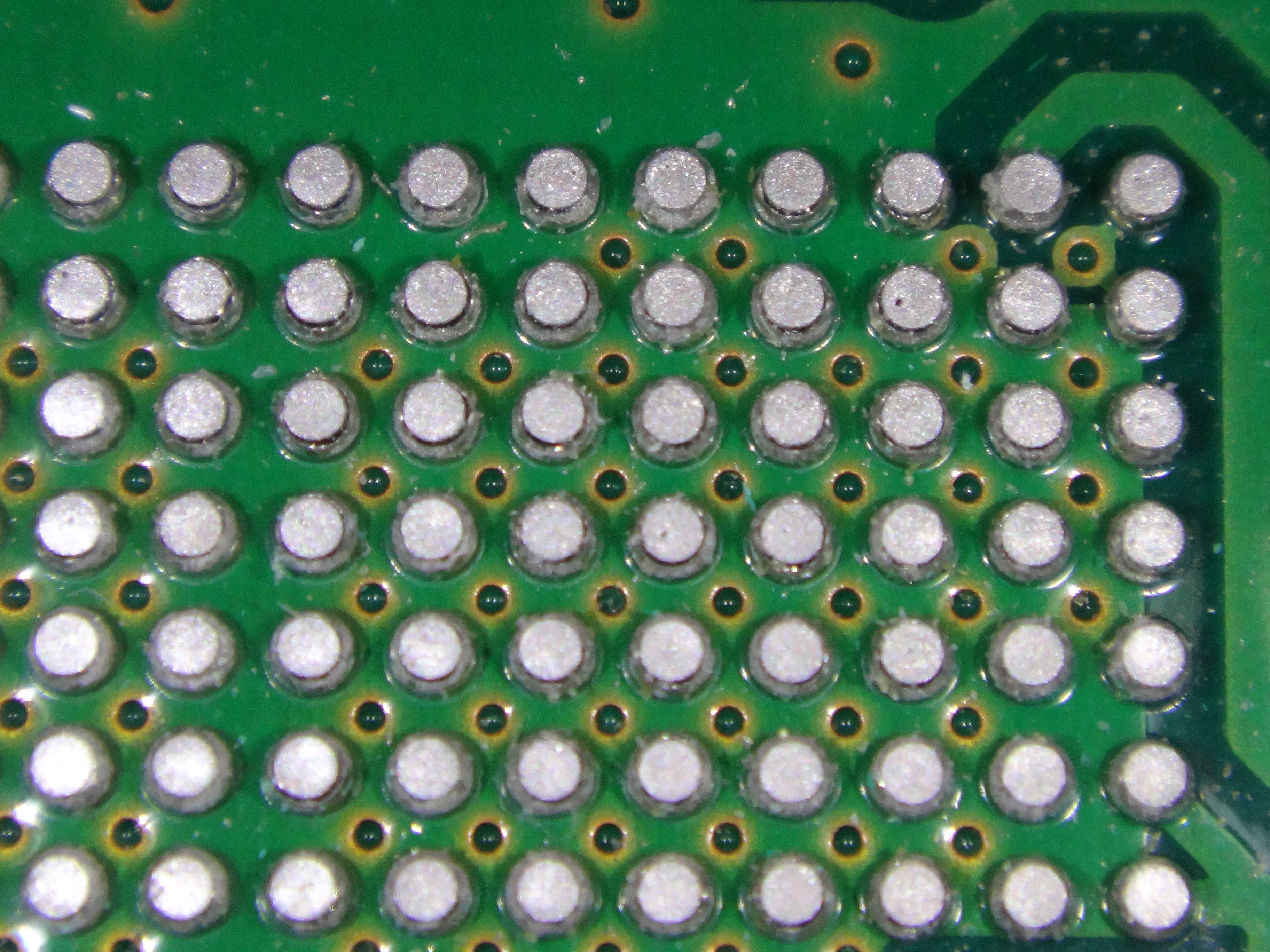
Una griglia di sfere di stagno su un circuito stampato dopo la rimozione di un chip di circuito integrato

In elettronica, con il termine BGA (ball grid array) si indica un particolare formato di contenitore di un dispositivo elettronico utilizzato per i circuiti integrati (come microcontrollori o microprocessori). Il BGA è di forma rettangolare e, a differenza di altri package più tradizionali, non presenta piedini sul perimetro, sostituendoli con una griglia di pad posizionati al di sotto del componente e direttamente saldati sulla scheda elettronica per mezzo di palline (ball) di stagno. Questa particolare configurazione consente di ridurre drasticamente le dimensioni delle interconnessioni e quindi gli anelli induttivi, permettendo così di raggiungere velocità di funzionamento più elevate, e di ottenere un numero maggiore di connessioni.

## Dimensioni e numerazione dei pin
A seconda della densità di connessioni richiesta, la distanza tra due ball (comunemente chiamata con il termine inglese pitch) varia tipicamente tra 0.5 millimetri e un millimetro, consentendo così di raggiungere facilmente le centinaia di pad in un dispositivo di pochi centimetri quadrati di area.
Data la configurazione dei pin a griglia quadrata, i pin sono solitamente denominati con una coppia lettera-numero, dove la lettera identifica la colonna del pad all'interno della griglia rettangolare mentre il numero ne indica la riga. Il pin A1 è solitamente indicato con un marchio serigrafico o con una tacca nell'angolo del package.

## Vantaggi e svantaggi

### Vantaggi
Come già anticipato, i principali vantaggi di questo tipo di package consistono nella riduzione della dimensione del collegamento, che a sua volta causa una riduzione dell'induttanza parassita ad esso associata, e nella massimizzazione del numero di collegamenti disponibili. In aggiunta, i BGA hanno normalmente delle buone performance di trasferimento del calore, se confrontati con altri package dotati di piedini quali i DIP.

### Svantaggi

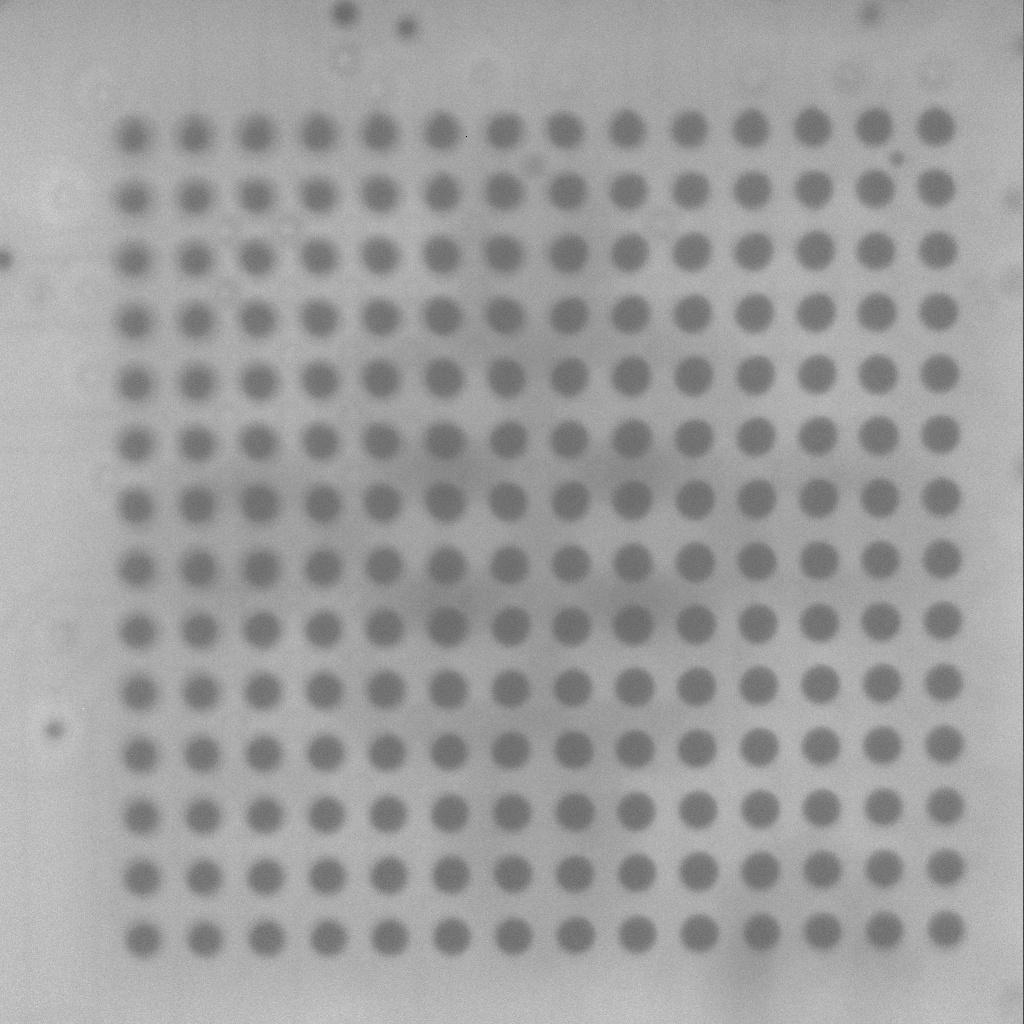
Radiografia di un chip montato con tecnica BGA

Non è possibile effettuare ispezione ottica su un componente BGA, in quanto le connessioni sono posizionate sotto al chip e dunque non immediatamente visibili. L'ispezione delle saldature, quando necessaria, va quindi effettuata tramite tecniche a raggi X, più complicate e costose.
Inoltre, eventuali stress termici o meccanici possono causare più facilmente rotture sulle saldature rispetto ai componenti through-hole, in quanto la connessione è generalmente più rigida.